# Guatlla petita
La guatlla petita (Turnix velox) és una espècie d'ocell de la família dels turnícids (Turnicidae) que habita praderies i sabanes de la major part d'Austràlia.